# Radnich János
Radnich János (Sáregres, 1825. — Dunaföldvár, 1895. április 5.) magyar jogász, magyar szabadságharcos tiszt, majd tüzérszázados az olaszországi magyar légióban. Testvérei Radnich Imre, Radnich István.

## Élete
Jogtudományi tanulmányokat folytatott. 1848 őszén jelentkezett önkéntes honvédtüzérnek, majd tűzmester lett. 1848. októberétől hadnagy és tüzérségi segédtiszt a feldunai hadtestben. 1848. december 14-től főhadnagyi rangban teljesített szolgálatot. 1849 tavaszán és nyarán a 2. tizenkét fontos gyalogüteg parancsnoka lett a feldunai hadseregben, ebben a beosztásában százados a világosi fegyverletételig. Világosról a komáromi várba menekült, e vár feladása után Hamburgon át emigrált Amerikába.
1859-ben az amerikai politikai emigrációt is lesújtotta a III. Napóleon francia császár és I. Ferenc József a Habsburg Birodalom császára által megkötött villafrancai fegyverszünet, 1860-ban azonban fellelkesedtek, amikor Giuseppe Garibaldi zászlót bontott Szicília szigetén. Több amerikai magyar emigráns szeretett volna Európába jönni Garibaldihoz, de keveseknek sikerült. Problémát jelentett az útiköltség előteremtése is. Néhányuknak sikerült, köztük Radnich Jánosnak, Kossuth Lajos unokaöccsének, Zsulavszky Lászlónak stb. Radnich Jánost minden formaság mellőzésével fogadta Garibaldi, Radnichra nagy hatást tett Garibaldi személyisége. Radnich beállt az olaszországi magyar légióba, ott tüzér százados lett. A magyar légió 1867. január 23-án végleg feloszlatott, de már jóval előbb elkezdődött a bomlás folyamata, voltak, akiket fellelkesített az amerikai polgárháborúban való részvétel lehetősége. 1866-ban az 502 főnyi magyar légióból már csak 118 maradt vissza. Radnich megkapva az amnesztiát hazajött Magyarországra, s a kiegyezés után Székesfehérvár főügyésze, majd bírája lett. 1867/68-ban belépett a Fejér vármegyei honvédegyletbe, 1890-től a Tolna vármegyei honvédegyletben működött. Felesége Németh Karolin volt.